# ミズ・マーベル
ミズ・マーベル（Ms. Marvel）とは、マーベル・コミックの作品に登場するスーパーヒーローである。この名を名乗ったキャラクターは複数いる。初代ミズ・マーベルはキャプテン・マーベルの女性版として構想された。ミズ・マーベルの名を用いたキャラクターの多くは、キャプテン・マーベルと同様に宇宙種族クリー人のテクノロジーや遺伝子によってスーパーパワーを身につけた。マーベル・コミックはこれまで Ms. Marvel というタイトルのオンゴーイング・シリーズ を4期にわたって刊行してきた。第1・第2シリーズの主人公はキャロル・ダンバース、第3・第4シリーズの主人公はカマラ・カーンである。

## キャロル・ダンバース
初代ミズ・マーベルであるキャロル・ダンバース（Carol Danvers）は、原作者ロイ・トーマスと作画家ジーン・コランによる Marvel Super-Heroes 第13号（1968年3月）で超能力を持たないアメリカ空軍士官として初登場した。ダンバースは『キャプテン・マーベル』第18号（1969年11月）でクリー人のスーパーヒーローであるキャプテン・マーベルとともに爆発に巻き込まれた。その後『ミズ・マーベル (Ms. Marvel)』第1号（1977年1月）で再登場し、爆発の結果キャプテン・マーベルとDNAが融合してスーパーパワーが発現したという設定を与えられた。ミズ・マーベルとなったダンバースは、『アベンジャーズ』第171号（1978年5月）でヒーローチームアベンジャーズの中心メンバーの地位を得た。ダンバースのコードネームはミズ・マーベルからバイナリー（Binary）、さらにウォーバード（Warbird） へと変わった。2012年7月、ダンバースはキャプテン・アメリカの勧めにより、初代キャプテン・マーベルことマー＝ヴェルからキャプテン・マーベルの名を受け継いだ。

## シャロン・ベンチュラ
ミズ・マーベルの名を用いた二人目のキャラクター、シャロン・ベンチュラ（Sharon Ventura）は『ザ・シング』第27号（1985年9月）で初登場した。作者はマイク・カーリンとロン・ウィルソンである。スタント・パーソンであったベンチュラは、スーパーヒーローのバイクチーム、サンダライダーズ（Thunderiders）に所属していたとき、ファンタスティック・フォーの一員であるザ・シングと出会った。ベンチュラは『ザ・シング』第35号（1986年5月）において、スーパーヴィランのパワーブローカーの被検体に志願してスーパーパワーを得ると、ザ・シングとともに作中のプロレス団体Unlimited Class Wrestling Federationに参加した。このとき名乗った名がミズ・マーベルである。ベンチュラは後に『ファンタスティック・フォー』第307号（1987年10月）でファンタスティック・フォーに加入した。同誌第310号（1988年1月）では、宇宙線にさらされたことでベンチュラの身体が変異を起こしてザ・シングと同じく岩のような見た目になった。これによってベンチュラはシー・シング（She-Thing）のコードネームを与えられた。

## カーラ・ソフェン
スーパーヴィランのムーンストーンとしても知られるカーラ・ソフェン（Karla Sofen）は、『キャプテン・アメリカ』第192号（1975年12月）において、悪役ドクター・フォースタスの女性助手として初登場した。同号の作者はマーヴ・ウルフマンとフランク・ロビンスである。『インクレディブル・ハルク』第228号（1978年10月）において、ソフェンは当時ムーンストーンを名乗っていたロイド・ブロックの精神科医になり、ブロックのパワーの源であった隕石を騙し取ってムーンストーンの名と能力をわがものとした。「ダークレイン」のストーリーラインにおいて、ソフェンはノーマン・オズボーン（グリーンゴブリン）が組織したアベンジャーズ、通称ダークアベンジャーズに加入し、当時のミズ・マーベルであったキャロル・ダンバースになりすました。ソフェンは『ミズ・マーベル』（2009年6月）第38号から同誌の主人公となったが、第47号（2010年1月）にはダンバースがその座を取り戻した。

## カマラ・カーン
四人目のミズ・マーベルとなったのは、サナ・アマナット、G・ウィロー・ウィルソン、エイドリアン・アルフォナによって創作されたカマラ・カーン（Kamala Khan）である。『キャプテン・マーベル』第17号（2013年11月）で初登場したカーンは、ニュージャージー州ジャージーシティ出身を出身とする16歳のパキスタン系アメリカ人で、キャロル・ダンバースを崇拝している。カーンは2014年2月に自らのタイトル『ミズ・マーベル』を与えられ、マーベル社で初めてムスリムのキャラクターとしてコミックブックの主人公となった。同シリーズの合本第1巻、Ms. Marvel Volume 1: No Normal（邦題『Ms.マーベル：もうフツーじゃないの』）は2015年ヒューゴー賞最優秀グラフィック・ストーリー部門を受賞した。